# 法國外籍兵團第13團
法國外籍兵團第13團（成員大多為法國外籍兵團服役八年的精銳，原駐紮於吉布地共和國的首都吉布地市，现驻扎在阿拉伯联合酋长国。

## 沿革
- 1940年：本部隊設立。登陸挪威的納爾維克後撤退。
- 1941年：在蘇丹、厄利垂亞、義領的索馬利蘭等地與義大利軍隊作戰，之後轉戰敘利亞。
- 1942年：在北非戰場的哈肯井之戰（Bir Hakeim）中與德軍交戰。
- 1943年：進攻突尼西亞。
- 1944年：參與義大利戰場向羅馬進攻，之後加入龍騎兵行動在南法登陸。
- 1945年：在法國上萊茵省省會科爾馬迎接戰爭的結束。
- 1946年：前往法屬印度支那，參加法越戰爭（至1954年）。
- 1954年：參加阿爾及利亞戰爭（至1962年）。
- 1962年：部隊駐防吉布地。
- 2011年：因法国政府同阿联酋签署防务合作协议，部隊移防阿联酋阿布扎比陆军基地。

## 編制
- 團本部
- 本部連
- 偵查連 - ERC 90
- 步兵連 - VAB
- 工兵連 - VAB
- 整備連

- 本團約有800名成員。
- 擁有ERC 90十二輛、四門RTF1 120mm迫擊砲跟150台車輛。
- 本團的步兵連是由第2外籍步兵團跟第2外籍傘兵團的成員輪流借調，而工兵連是由第1外籍工兵團與第2外籍工兵團輪流調派

## 裝備
- 貝瑞塔92
- FAMAS
- FR-F2
- FN Minimi
- AAT-F1
- AA-52
- 白朗寧M2
- RTF1 120mm迫擊砲
- LLR 81mm迫擊砲
- ERYX反坦克導彈
- 米蘭反坦克飛彈
- HOT式反坦克飛彈
- AMX-10RC裝甲車
- ERC 90裝甲車
- VAB裝甲車
- VBL裝甲車
- 標緻P4
- TRM 2000卡車